# Sphaerobunus alticola
Sphaerobunus alticola is een hooiwagen uit de familie Gonyleptidae.